# 숭덕초등학교 화도분교
숭덕초등학교 화도분교는 경상남도 거제시 둔덕면 술역리 816에 있었던 초등학교 분교이다.

## 연혁
- 1960년 4월 1일 숭덕국민학교 화도분교장 설립인가
- 1961년 4월 1일 화도국민학교 승격
- 1985년 3월 1일 분교장 격하
- 1987년 6월 28일 화도분교와 부산 자유유통(주) 자매결연
- 2010년 3월 1일 본교로 통폐합